# Čikat
Čikat je uvala na otoku Lošinju i dio grada Malog Lošinja.
Proteže se od Crkve sv. Nikole na jugu do hotela Kredo na sjeveru. Na zapadu je more, a na istoku središte Malog Lošinja. Ova je uvala stoga pogodna luka, zaštićena od svih vjetrova osim zapadnoga.
U njoj je 1534. izgrađena crkvica Navještenja Blažene Djevice Marije, popularno zvana »Annunziata.« Dodatno je proširena 1858. Smještena je na rtu na kojem su se dočekivali i ispraćali lošinjski jedrenjaci, pa i danas lošinjski kapetani, prolazeći pokraj ovog rta, zatrube na pozdrav.
Čikat je i kupalište koje je projektirao dr. Alfred Edler von Manussi-Montesole, austrijski arhitekt. Uz njega, na današnji izgled ovog predjela utjecali su i Leopold Ritter von Schrotter i Conrad Clar, a po ovoj trojici dobile su ime i šetnice na Čikatu. U povijesti u uvali Čikat postojala su čak tri brodogradilišta. Sada taj predio krase nekadašnje vile austrijskog plemstva pretvorene u hotele i rezidencije, a najpoznatije su među njima Karolina, Diana, Saborka i hotel Kredo.
Malološinjski profesor pomorske škole Ambroz Haračić (1855. – 1916.) čitav je svoj život posvetio proučavanju lošinjske flore i faune pa mu je na južnom dijelu ove uvale podignut i spomenik.
Čikat je odavno i športsko središte grada. Na moru djeluju vaterpolo klub, škola jedrenja na dasci Sunbird, ronilački klub Diver, jedriličarski klub jugo, dok su na kopnu Tenis klub Čikat, igralište NK Lošinj izgrađen u autokampu 1974. i drugi športovi.